# Cartel (banda)
Cartel es un grupo de pop punk e indie rock formado en 2003 en la ciudad de Conyers, Georgia. La banda saltó a la fama cuando participó en el programa de la MTV Band in a Bubble, cuyo objetivo principal era componer y grabar un álbum en tan solo 20 días, aislados del exterior. Los componentes de Cartel son Will Pugh (vocalista y bajo), Joseph Pepper y Nic Hudson (guitarra eléctrica) y Kevin Sanders (batería).

## Discografía

### Álbumes
| Detalles del álbum                                                               | Clasificación en las listas | Clasificación en las listas | Clasificación en las listas | Clasificación en las listas |
| Detalles del álbum                                                               | US                          | US Rock                     | US Indie                    | US Heat                     |
| -------------------------------------------------------------------------------- | --------------------------- | --------------------------- | --------------------------- | --------------------------- |
| Chroma - Lanzamiento: 20 de septiembre de 2005 - Discográfica: The Militia Group | 140                         | —                           | 38                          | 2                           |
| Cartel - Lanzamiento: 21 de agosto de 2007 - Discográfica: Epic Records          | 20                          | 5                           | —                           | —                           |
| Cycles - Lanzamiento: 20 de octubre de 2009 - Discográfica: Wind-up Records      | 59                          | 25                          | —                           | —                           |
| Collider - Lanzamiento: 26 de marzo de 2013 - Discográfica: Independiente        | 141                         | 40                          | 28                          | —                           |

### EP
| Detalles del álbum                                                                     | Clasificación en las listas | Clasificación en las listas | Clasificación en las listas | Clasificación en las listas |
| Detalles del álbum                                                                     | US                          | US Rock                     | US Indie                    | US Heat                     |
| -------------------------------------------------------------------------------------- | --------------------------- | --------------------------- | --------------------------- | --------------------------- |
| The Ransom EP - Lanzamiento: 16 de noviembre de 2004 - Discográfica: The Militia Group | —                           | —                           | —                           | —                           |
| Live Dudes - Lanzamiento: 13 de junio de 2006 - Discográfica: Epic Records             | —                           | —                           | —                           | —                           |
| Warped Tour Session - Lanzamiento: 2006 - Discográfica: Epic Records                   | —                           | —                           | —                           | —                           |
| In Stereo - Lanzamiento: 4 de octubre de 2011 - Discográfica: Independiente            | —                           | —                           | —                           | —                           |